# Walther Zimmerli
Walther Theodor Zimmerli (* 20. Januar 1907 in Schiers, Kanton Graubünden, Schweiz; † 4. Dezember 1983 in Oberdiessbach, Kanton Bern, Schweiz) war ein Schweizer reformierter Theologe und evangelischer Alttestamentler.

## Leben
Zimmerli war ein Sohn von Jakob Zimmerli, Pfarrer und Direktor der evangelischen Lehranstalt in Schiers, und das erste Kind von Lilly Frey, der zweiten Ehefrau seines Vaters, der insgesamt elf Kinder hatte und bereits 1918 starb. Sein Halbbruder war Ernst Zimmerli.
Zimmerli besuchte das Gymnasium in Schiers, anschliessend studierte er Theologie an den Universitäten Zürich, Berlin und Göttingen. Nach der praktischen Prüfung Ende April 1930 arbeitete er an der Göttinger Theologischen Fakultät als Assistent der Professoren Johannes Hempel und Alfred Rahlfs und wurde im September 1932 zum lic. theol. promoviert.
Nach der Machtübernahme der Nationalsozialisten kehrte er in die Schweiz zurück, wo er im August 1933 Pfarrer in Aarburg, Kanton Aargau, wurde. Aber schon 1935 wurde er von der Universität Zürich zum ausserordentlichen und 1938 zum ordentlichen Professor für Altes Testament, Religionsgeschichte und Orientalische Sprachen berufen. Nach Lehraufträgen in Berlin und Montpellier folgte er 1951 einem Ruf als Ordinarius für Altes Testament an die Universität Georgia Augusta nach Göttingen, wo er von 1964 bis 1966 als Rektor amtierte und bis zu seiner Emeritierung blieb. 1964–65 war er Initiant und Präsident der ersten Europäischen Rektoren-Konferenz in Göttingen.
Im Aktivdienst während des Zweiten Weltkrieges war Zimmerli ab 1940 Feldprediger der Schweizer Armee, ein Amt, das er bis 1951 innehatte. Er leistete über 300 Aktivdiensttage. 1940 gründete er das reformierte Theologenhaus in Zürich und ab 1945 weitere reformierte Studentenhäuser für Studierende aller Fakultäten.
Bei Zimmerli in Zürich wurde 1949 der deutsche Alttestamentler Claus Westermann mit seiner Arbeit Das Loben Gottes in den Psalmen zum theologischen Doktor promoviert.
Zimmerli war Mitglied im wissenschaftlichen Bereich des Europarates, im Board der Weltrektorenkonferenz, im Senat der deutschen Forschungsgemeinschaft, 1970 bis 1978 Präsident der Akademie der Wissenschaften zu Göttingen, Präsident der westdeutschen Akademien der Wissenschaften. Von 1974 bis 1977 war er Präsident der IOSOT.

## Ehrungen
Zimmerli war wegen seiner wissenschaftlichen Leistungen ein international hoch angesehener Vertreter seines Faches, wovon Gastprofessuren in Yale, 1972 die Verleihung der Burkitt Medal seitens der British Academy sowie die Ehrendoktortitel der Universitäten Göttingen, Zürich, Strassburg und Edinburgh zeugen.

## Privates
In der Zeit als Student in Göttingen heiratete er Irmgard von der Ropp, mit der er 6 Kinder hatte. Ein Sohn von ihm ist der Philosoph Walther Christoph Zimmerli.

## Leistungen
Die Bedeutung von Walther Zimmerli liegt zunächst in seinem wissenschaftlichen Werk. Er schrieb grundlegende Kommentare zur Genesis und zum Prediger Salomos. Eine wichtige Arbeit Walther Zimmerlis ist ein zweibändiger Kommentar zum Propheten Ezechiel, dessen Verständnis er auf eine ganz neue Grundlage stellte, in der Reihe Biblischer Kommentar zum Alten Testament (1955–69). Eine Zusammenfassung seiner Wissenschaft legte er im Grundriss der alttestamentlichen Theologie vor, die zahlreiche Auflagen erlebte.
Herausragend ist aber auch die Persönlichkeit Walther Zimmerlis. Dem Nationalsozialismus stand er von Beginn an mit unversöhnlicher Abneigung gegenüber. Er stritt gegen die Schweizer Neutralität im Zweiten Weltkrieg und nahm von seiner Heimat aus entschieden zur Verfolgung der Juden und zur Euthanasie Stellung. Dennoch war er nach 1945 einer der ersten Wissenschaftler, die wieder Kontakt nach Deutschland suchten, und nahm 1951 den Ruf nach Göttingen ohne Zögern an. Zimmerli war einer der beliebtesten akademischen Lehrer der Göttinger Theologischen Fakultät im 20. Jahrhundert.